# Ctenus manauara
Ctenus manauara este o specie de păianjeni din genul Ctenus, familia Ctenidae, descrisă de Höfer, Brescovit și Gasnier, 1994. Conform Catalogue of Life specia Ctenus manauara nu are subspecii cunoscute.